# Gregory Duarte
Pour les articles homonymes, voir Duarte.
Duarte  Herrera est un nom espagnol. Le premier nom de famille, en général paternel, est Duarte ; le second, en général maternel, souvent omis, est Herrera.
Gregory Yamandù Duarte Herrera, né le 13 octobre 1986, est un coureur cycliste uruguayen.

## Palmarès
- 2006
  - 5e étape des 500 Millas del Norte
- 2009
  - 3e de la Vuelta a los Puentes del Santa Lucía
- 2010
  - 3e du championnat d'Uruguay sur route
- 2011
  - 2e de la Vuelta a los Puentes del Santa Lucía
  - 3e de la Vuelta Chaná
- 2013
  - 2e étape de la Rutas de América
- 2014
  - 3e du Tour d'Uruguay

## Classements mondiaux
| Année            | 2010 | 2011 | 2012 | 2013 | 2014 | 2015 | 2016 |
| ---------------- | ---- | ---- | ---- | ---- | ---- | ---- | ---- |
| UCI America Tour | 308e | 326e |      |      |      | 229e | 466e |